# Barrage d'Uzunlu
Le barrage d'Uzunlu est un barrage de Turquie.

## Sources
- (en) www.dsi.gov.tr/tricold/uzunlu.htm Site de l'agence gouvernementale turque des travaux hydrauliques